# 2015 au Vanuatu
Cet article présente les faits marquants de l'année 2015 au Vanuatu.

## Évènements

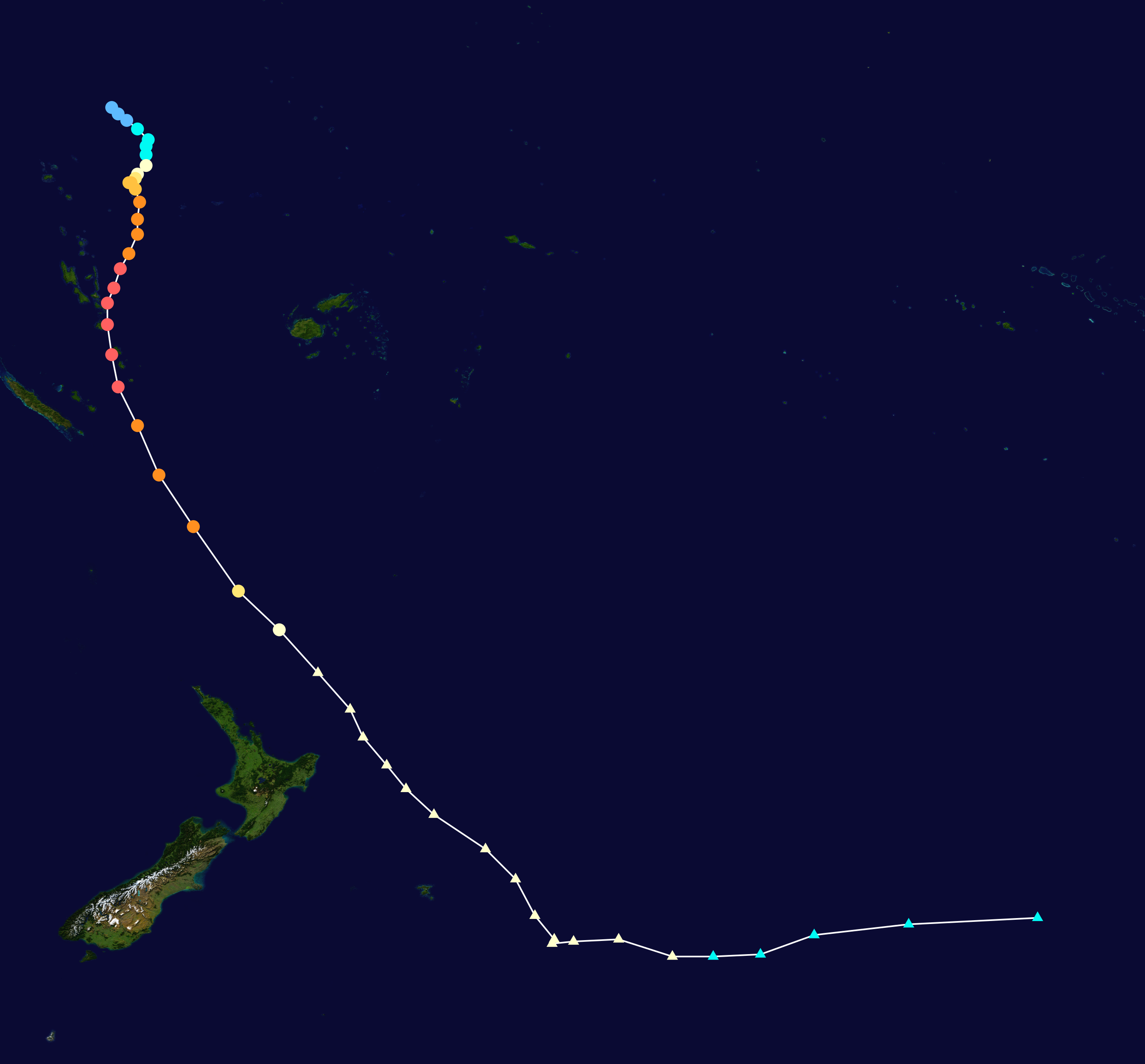
Progression du cyclone Pam en mars 2015 (du nord au sud). Les points rouges indiquent les lieux où le cyclone est de catégorie 5. Le quatrième point rouge en partant du haut se situe sur l'île d'Éfaté, où se trouve la capitale du Vanuatu, Port-Vila.

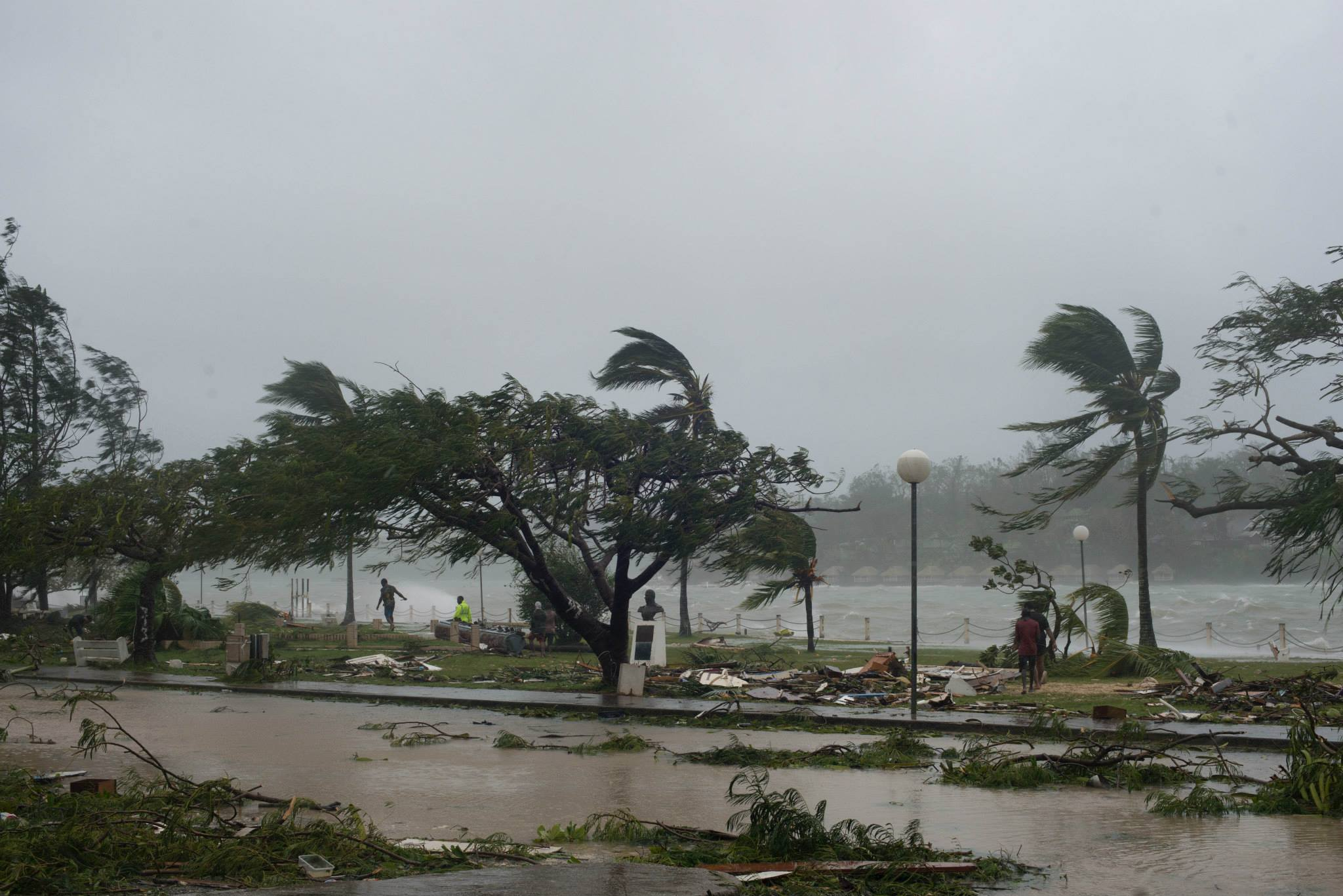
Le front de mer à Port-Vila le 14 mars, le lendemain du passage du cyclone.

### Mars
- 13 mars : Le cyclone Pam, ayant atteint le stade de cyclone de catégorie 5, le plus violent, frappe le Vanuatu, qui est en état d'alerte. La capitale Port Vila est durement touchée, de même que de nombreuses autres parties du pays. Il provoque de très importants dégâts, et un nombre de victimes qui reste à chiffrer[1]. Oxfam rapporte que la quasi-totalité des bâtiments à Port-Vila ont été sérieusement endommagés, et le président de la République, Baldwin Lonsdale, indique que la « plupart » des Vanuatais sont désormais sans domicile[2]. Si le cyclone a frôlé l'île d'Éfaté avec des conséquences désastreuses, les îles d'Erromango, de Tanna et d'Aneityum, plus au sud, ont été frappées de plein fouet[3]. Après près d'une semaine, « il est avéré que le phénomène a endommagé au moins 80 % des bâtiments et habitations et que la végétation et les cultures sont littéralement dévastées »[4]. Le 21 mars, le Bureau de la coordination des affaires humanitaires de l'ONU dresse un bilan définitif : quelque 166 000 personnes au Vanuatu (soit environ 64 % de la population) ont été affectées par le cyclone, qui a tué seize personnes[5].

### Juin
- 11 juin : Trois députés de la majorité rejoignent l'opposition, qui démet le gouvernement du Premier ministre Joe Natuman par une motion de censure. Sato Kilman, ministre des Affaires étrangères limogé par Natuman, est choisi par le Parlement pour lui succéder[6].

### Juillet
- 28 juillet : Mort d'Edward Natapei, premier ministre de 2001 à 2004 et de 2008 à 2010, « après une longue maladie »[7].

### Août
- 20 août : La Cour suprême ordonne au ministre des Affaires étrangères, Serge Vohor, de ne pas quitter le pays, en raison des soupçons de corruption qui pèsent sur lui. Il est ainsi contraint d'annuler sa participation à la conférence du Forum des îles du Pacifique[8].

### Septembre
- 2 septembre : Le ministre des Finances Willie Jimmy plaide coupable aux accusations de corruption à son encontre. Les dix-sept autres députés de la majorité parlementaire accusés à ses côtés, dont cinq autres ministres du gouvernement, plaident non coupable[9].

### Octobre
- 9 octobre : Le vice-premier ministre du Vanuatu, Moana Carcasses Kalosil, et treize autres députés de la majorité parlementaire sont reconnus coupables de corruption. Un quinzième député, Robert Bohn, est acquitté[10]. Les deux autres députés accusés avaient bénéficié d'une immunité après avoir accepté d'apparaître comme témoins à l'encontre de leurs collègues[11]. Parmi les députés reconnus coupables se trouvent également le ministre des Affaires étrangères Serge Vohor, le ministre des Services publics Tony Nari, le ministre des Terres Paul Telukluk, le ministre du Changement climatique Thomas Laken, et le président du Parlement Marcellino Pipite. Pipite, exerçant la présidence de la République pendant que le président Baldwin Lonsdale est à l'étranger, se gracie immédiatement lui-même, ainsi que ses treize collègues ; seul le ministre des Finances Willie Jimmy, le seul à avoir plaidé coupable et dont le procès s'était donc achevé avant les autres, n'est pas gracié[12]. De retour au Vanuatu quelques heures plus tard, le président Lonsdale réagit avec colère, s'interroge publiquement sur la légalité de l'acte de Pipite, et promet de « nettoyer » la situation pour lutter contre la corruption et s'assurer que personne ne soit au-dessus des lois[13]. Le 16 octobre, alors que Kilman conserve le silence, Lonsdale annule la grâce accordée aux quatorze députés, pour motif constitutionnel (le droit de grâce ne porte que sur l'application d'une peine, et non sur une condamnation en soi)[14]. Les ministres Paul Telukluk, Tony Nari, Thomas Laken et Tony Wright, ainsi que Marcellino Pipite et six députés d'arrière-ban sont immédiatement arrêtés pour conspiration à pervertir le cours de la justice (pour avoir orchestré cet usage illégal du droit de grâce). Les ministres arrêtés sont limogés par Kilman[15]. Le 22 octobre, Moana Carcasses est condamné à quatre ans de prison ferme pour corruption. Serge Vohor, Marcellino Pipite et les autres ministres et députés reconnus coupables sont condamnés à trois ans de prison ferme, sauf Willie Jimmy, condamné à vingt mois de prison avec sursis[16].

### Novembre
- 24 novembre : À la suite de la confirmation en appel de la condamnation de quatorze députés de la majorité (laissant leurs sièges vacants), et après le refus du Premier ministre Sato Kilman de former un gouvernement d'unité nationale avec les députés d'opposition, le président de la République Baldwin Lonsdale dissout le Parlement[17]. Des élections anticipées devraient avoir lieu en janvier 2016.